# Eigenschwingungen der Erde
Als Eigenschwingungen der Erde oder Eigenfrequenzen der Erde, umgangssprachlich auch Erdbrummen genannt, wird die andauernde Bewegung der Erde durch die Überlagerung niederfrequenter Schwingungen bezeichnet. Nur bestimmte Frequenzen tragen zu den Eigenschwingungen der Erde bei, da sich die Wellen so überlagern müssen, dass sie beim Umlaufen der Erde stehende Wellen ausbilden. Prinzipiell sind die Eigenschwingungen der Erde unabhängig von Einzelereignissen und jede Bewegung des Erdkörpers führt zu Eigenschwingungen. Messbare Veränderungen der Schwingungen werden für gewöhnlich durch größere Ereignisse wie z. B. Erdbeben verursacht.
Ein dem Erdbrummen ähnlicher Effekt wird ebenfalls bei anderen Planeten wie etwa dem Mars vermutet, weshalb auch allgemein von Planetenbrummen gesprochen wird. Nachgewiesen sind solche Eigenschwingungen außerdem für die Sonne.

## Begriff
Im Englischen werden die Eigenschwingungen der Erde fachsprachlich als Free Oscillations of the Earth bezeichnet. Auch wird das Wort hum (englisch für „Brummen“) verwendet, das allerdings mehrdeutig ist. Darunter werden einerseits niederfrequente Brummgeräusche verstanden, die lokal abhängig sind und nicht von jedem gehört werden (siehe Brummton-Phänomen). Andererseits wird auch die allgemeinere Mikroseismik (englisch microseisms), die Bodenunruhen zwischen den eigentlichen seismischen Ereignissen umfasst und somit die Eigenschwingung der Erde mit einschließt, im Englischen hum oder Earth hum genannt.

## Eigenschaften

### Allgemeines
Die gemessenen elastischen Eigenschwingungen der Erde liegen zwischen 0,3 (~54 min) und etwa 20 mHz (~50s), wobei die obere Grenze von 20 mHz nur durch das gewählte Auswerteverfahren gegeben ist. Schon im Bereich von 3 bis 7 Millihertz überlagern sich etwa 60 verschiedene Frequenzen, die ein Gemisch in dem vom Menschen mit dem Gehör nicht mehr wahrnehmbaren Infraschallbereich bilden. Die Schwingungen sind zudem so schwach, dass sie nur mit hochempfindlichen Messgeräten registriert werden können.
Eine wichtige Eigenschaft dieses Frequenzgemisches besteht darin, dass es sich nicht um eine Obertonreihe handelt – wie sie entsteht, wenn etwa eine Glocke angeschlagen wird –, sondern vielmehr um eine Mischung unterschiedlichster Frequenzen (ähnlich einem Orchester).

### Arten
Es existieren zwei Arten von Schwingungen, sphäroidale und toroidale. Beide Schwingungsarten tragen je etwa die Hälfte zum Gesamteffekt bei.

#### Sphäroidale Schwingungen
Sphäroidale Schwingungen sind Deformationen der Erdoberfläche, die als Folge einer Interferenz von P-, Rayleigh- und vertikal polarisierten S-Wellen entstehen. Die resultierenden Schwingungen sind tangential und vertikal. Sie  treten im Takt von Minuten auf. Die Ausschläge betragen wenige Zehntel Mikrometer.

#### Toroidale Schwingungen
Toroidale Schwingungen sind Verdrehungen der Erde, die infolge der Interferenzen von Love- und horizontal polarisierten S-Wellen entstehen. Die resultierenden Schwingungen sind ausschließlich tangential. Toroidale Schwingungen treten ebenfalls im Minutentakt auf.

## Ursachen

### Allgemeines
Während man heute glaubt, sphäroidale Schwingungen gut zu verstehen, geben die toroidalen Schwingungen noch Rätsel auf.
Als Ursache der sphäroidalen Schwingungen gelten bisher Druckschwankungen, wie sie die Bewegungen von Meer und Atmosphäre bewirken.
Ursache der toroidalen Schwingungen sind Scherkräfte, deren Herkunft jedoch bisher unklar ist. Es gibt zahlreiche Vermutungen, die aber alle bisher spekulativ sind und allenfalls kleine Teile der toroidalen Schwingungen erklären:
- Topographische Effekte durch Tiefseegebirge wurden angenommen, so sollen Berge am Meeresgrund Druck- in Scherkräfte umlenken.
- Ebenso soll eine unsichtbare Kopplung Bewegungsenergie zwischen beiden Schwingungsformen übertragen. Diese Kopplung beruht auf der Gestalt der Erde, die keine exakte Kugel ist, sondern an den Polen leicht abgeplattet.
- Erdbeben sollen die toroidalen Schwingungen anregen.
- Sogar die großräumige Rotation der Luft um Tiefdruckgebiete wurde bereits verantwortlich gemacht.

Die Schwierigkeit die toroidalen Schwingungen zu erklären, liegt auch in der Schwierigkeit sie zu messen. Lokale Luftdruckschwankungen überlagern die toroidalen Eigenschwingungen der Erde. Um sie zu messen, sind deshalb Untertage-Observatorien notwendig, welche die Messgeräte gegen derartige Schwankungen isolieren.

### Jahreszeitliche Effekte
Die sphäroidalen Schwingungen unterliegen jahreszeitlichen Effekten. Am stärksten sind diese, wenn auf der Nord- oder Südhalbkugel jeweils Winter herrscht.
- Von Dezember bis Februar kommen die stärksten Schwingungen aus Nordwesten,
- von Juni bis August aus Süden.

Eine mögliche Erklärung hierfür liefert eine Theorie, die 2004 von Junkee Rhie und Barbara Romanowicz von der University of California at Berkeley aufgestellt wurde. Danach kämen Stürme als Ursache infrage. Starke Stürme toben im Winter über die Meere und erzeugen Wellen, die bis zum Meeresboden reichen und diesen „durchkneten“. Ist auf der Nordhalbkugel Winter, toben diese Stürme vor allem auf dem Nordatlantik und dem Nordpazifik. Im Winter der Südhalbkugel toben sie hauptsächlich in den Meeren um die Antarktis herum.
Die toroidalen Schwingungen können durch diesen Effekt jedoch so nicht erklärt werden.

## Erforschung

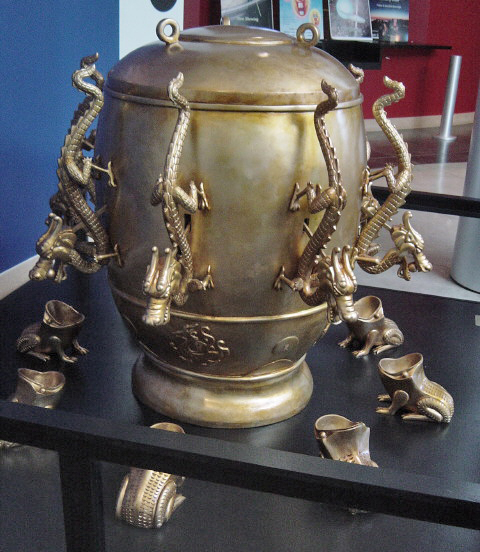
Nachbau des Seismoskops von Zhang Heng

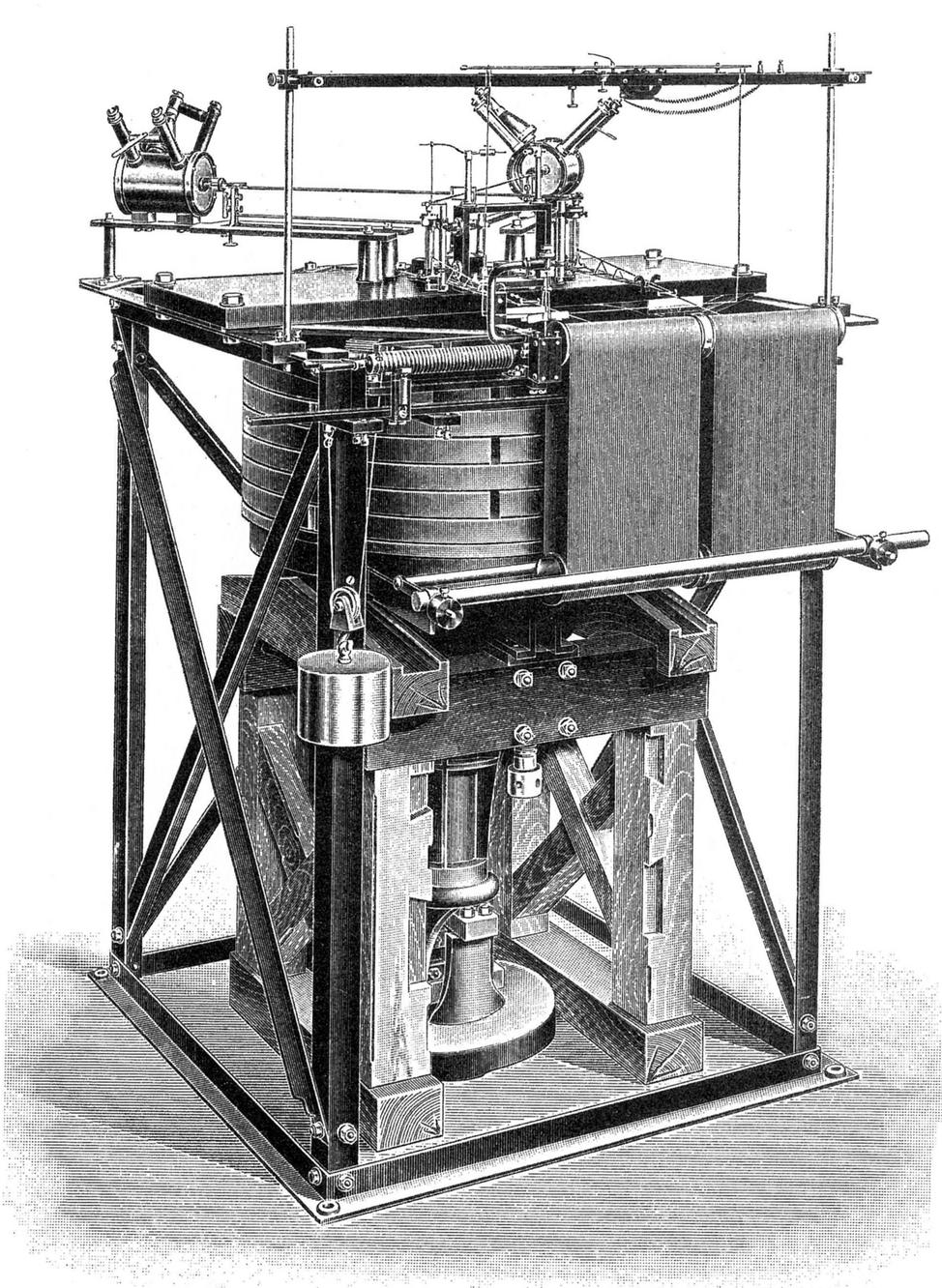
Seismograph nach Emil Wiechert

### Ziele
Neben der Erklärung der toroidalen Schwingungen verspricht man sich von der Erforschung des Erdbrummens vor allem ein besseres Verständnis über das Zusammenwirken von Atmosphäre, festem Erdkörper und Meeren und hieraus wiederum verbesserte Klimamodelle. Daneben erhofft man sich auch neue Erkenntnisse über den inneren Aufbau der Erde, aber auch anderer Planeten, etwa Mars.

### Vorgeschichte
Bereits in der griechischen Antike existierte die Vorstellung einer „Sphärenharmonie“. Die Bewegungen der Planeten sollten, für den Menschen unhörbare, Planetentöne erzeugen. Noch 1619 postulierte der Astronom Johannes Kepler in seiner Harmonice Mundi eine solche Sphärenharmonie. Obwohl inzwischen wissenschaftlich überholt, findet die Idee der Sphärenharmonie noch immer Interesse in Kunst und Esoterik.
Der chinesische Astronom Zhang Heng erfand 132 n. Chr. das erste bekannte Seismoskop. Schon in dem damaligen Gerät kam ein Pendel zum Einsatz.
1794 begründete Ernst Florens Friedrich Chladni die moderne Akustik. Er zeigte, dass akustische Schwingungen unabhängig von der Luft materialbezogen zu betrachten sind. Damit bereitete er der modernen Seismologie den Weg, da seismische Wellen letztlich nichts anderes sind als die Schwingungen der Materialien, aus denen die Erde besteht.
Luigi Palmieri erfand um 1856 den elektrischen Seismographen.
1897 entwickelte Emil Wiechert den ersten Seismographen, der für Untersuchungen des Erdinnern geeignet war. 1898 wurde er Professor an der Universität Göttingen. Noch im gleichen Jahr wurde sein Institut in das weltweit erste Institut für Geophysik umgewandelt. Ab 1899 führte er in der Sternwarte Messungen mit Pendeln und Lichtzeigern durch, ab 1902 in der neugegründeten Erdbebenwarte Göttingen, der ältesten noch in Betrieb befindlichen Erdbebenwarte der Welt. Er schrieb Bücher und machte wichtige Entdeckungen. Wiechert wurde damit zum Begründer der modernen Seismologie.
1960 entdeckte der amerikanische Physiker Robert B. Leighton die Eigenschwingungen der Sonne und begründete damit die Helioseismologie.
Traditionell lag der Schwerpunkt der Seismologie immer auf der Registrierung von Erd- und Seebeben, Vulkanausbrüchen, sowie künstlich ausgelösten Erschütterungen (siehe Seismik), nicht zuletzt auch, weil solche Ereignisse weit stärkere Schwingungen hervorrufen als das Erdbrummen. Im Laufe der Zeit wurden aber immer empfindlichere Messgeräte entwickelt, Pendel, Seismometer und Gravimeter, aber auch leistungsfähige Computer, welche schließlich die technischen Voraussetzungen schufen für die Entdeckung und Erforschung des Erdbrummens.

### Geschichte und Methoden

Streckeisen STS-2 Seismograph

GRSN-Observatorien, im äußersten Südwesten das BFO

1998 wurden erstmals die sphäroidalen Schwingungen von Kazunari Nawa und Naoki Suda von der Universität Nagoya entdeckt durch die mathematische Analyse von seismischen Daten, die über mehrere Jahre hinweg gesammelt worden waren.
Die Erforschung der toroidalen  Schwingungen bereitete dagegen lange Zeit Probleme. Ursache ist eigentümlicherweise die Tatsache, dass diese stärker sind als die sphäroidalen Schwingungen. Dies liegt aber an lokalen Einflüssen, etwa Luftdruckschwankungen. Um solche lokalen Einflüsse auszuschließen, werden Untertage-Observatorien genutzt, wie z. B. das Black Forest Observatory (BFO) nahe Schiltach in Baden-Württemberg. Die Entdeckung der toroidalen Schwingungen gelang schließlich Dieter Kurrle und Rudolf Widmer-Schnidrig am BFO, nachdem diese die dortigen Messreihen mit solchen aus China und Japan verglichen hatten.
Die Untersuchung der toroidalen Schwingungen gestaltet sich auch deshalb schwieriger, weil nur wenige Observatorien geeignete Daten liefern können. Gibt es weltweit über hundert Observatorien, die Daten für die vertikalen Schwingungen liefern, so sind es bei den toroidalen nur vier.
Nachfolgend eine Tabelle der Stationen und Datenkanäle, deren Daten für die Untersuchung der toroidalen Schwingungen verwendet wurden:
| Station                  | Kürzel | Land        | Breite   | Länge     | Netzwerk  | Sensor | Kanal | Zeitraum  |
| ------------------------ | ------ | ----------- | -------- | --------- | --------- | ------ | ----- | --------- |
| Black Forest Observatory | BFO    | Deutschland | 48,33 °N | 8,33 °O   | IRIS IDA  | STS-1  | VHE   | 1997–2006 |
| Black Forest Observatory | BFO    | Deutschland | 48,33 °N | 8,33 °O   | GRSN      | STS-2  | LHE   | 1996–2006 |
| Baijiantuan              | BJT    | China       | 40,02 °N | 116,17 °O | CDSN      | STS-1  | VHN   | 1994–2006 |
| Matsushiro               | MAJO   | Japan       | 36,54 °N | 138,21 °O | IRIS USGS | STS-1  | VHE   | 1996–2006 |
| Takato                   | TTO    | Japan       | 35,84 °N | 138,12 °O | F-net     | STS-1  | LHN   | 1999–2006 |

Fortschritte erhofft man sich in Zukunft auch durch Simulationen mittels Supercomputern.
Für die Zukunft sind auch Raummissionen geplant. Das ESA-Programm ExoMars sah vor, 2016 auf dem Mars zu landen, um dort u. a. auch seismische Messungen vorzunehmen. Ähnliches war bereits Ende der 1990er-Jahre geplant gewesen. In dem CNES-geführten Projekt Netlander sollten an vier verschiedenen Stellen des Mars Landekapseln für seismische Messungen ausgesetzt werden. Im Jahr 2003 wurde das Projekt jedoch gestoppt.

## Musik
- Kookoon: Inner Earth. Seismosonic Symphony. CD (Traumton Records 4492-2; 1999)

Der Berliner Tonmeister und Komponist Wolfgang Loos erstellte zusammen mit dem Geophysiker Frank Scherbaum vom Institut für Geowissenschaften der Universität Potsdam aus Schwingungen von Erdbrummen, Erdbeben und Vulkanen eine Komposition. Dabei mussten mithilfe mathematischer Verfahren die an sich unhörbaren Frequenzen in den menschlichen Hörbereich übertragen werden.